# Struthiopteris spicant
Blechnum spicant
Espèce
Le Blechnum en épi (Struthiopteris spicant) est une espèce de fougères de la famille des Blechnaceae. Il peut parfois être appelé Blechne en épi, Fougère pectinée, Fougère en épi.

## Synonyme
Blechnum spicant

## Description

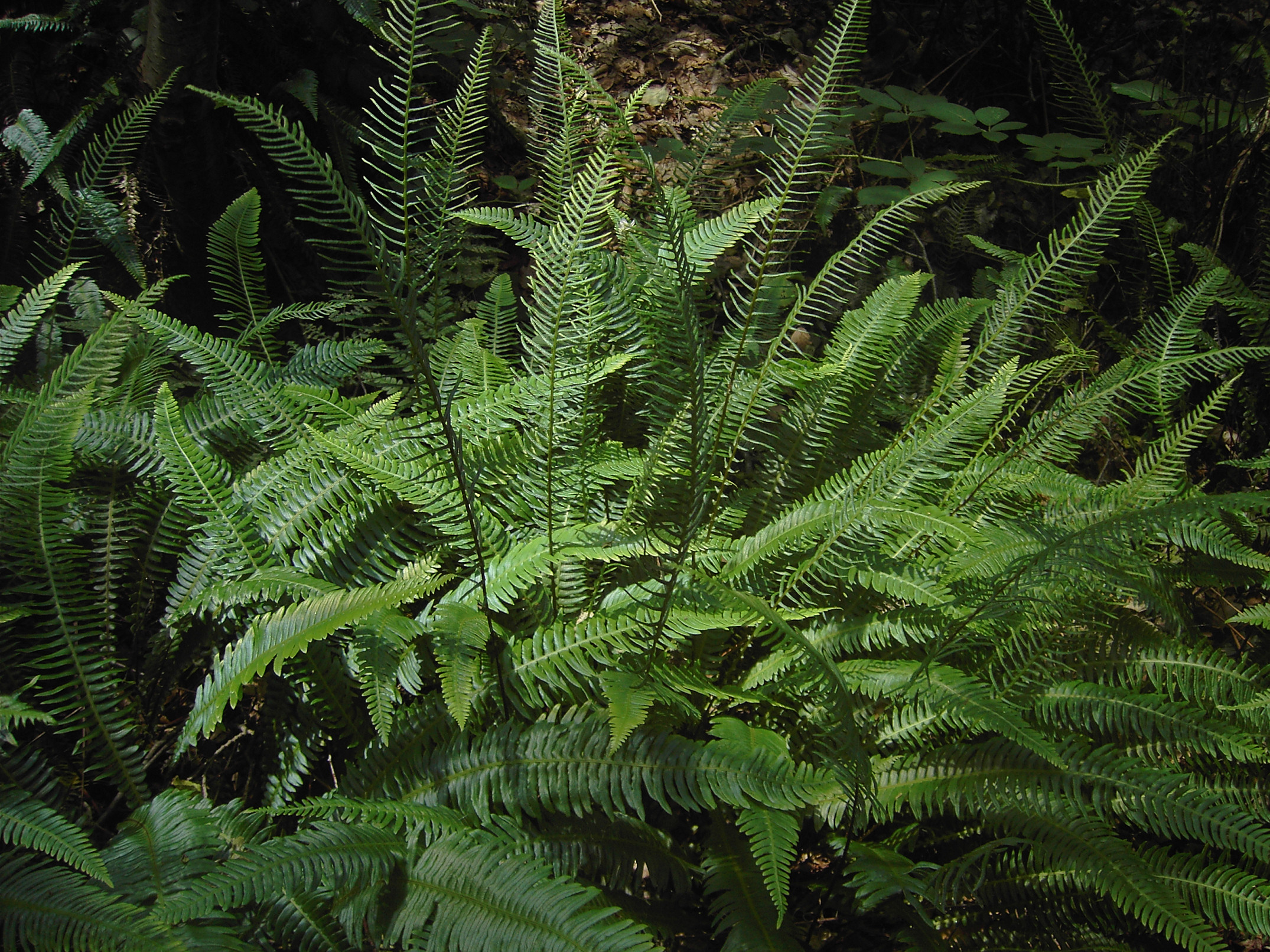
Blechnum spicant portant des frondes fertiles et stériles

### Appareil végétatif
Le Blechnum en épi est une fougère en touffe qui part d'un rhizome écailleux. Les frondes, de forme globale lancéolée, ont une taille variant de 15 à 50 cm.
Les frondes sont de deux types :
- les frondes stériles, persistantes, elles présentent un pétiole très court. Elles sont coriaces et profondément lobées, presque jusqu'au rachis central. Les lobes sont proches les uns des autres et sont presque perpendiculaires au rachis.
- les frondes fertiles ne sont présentes que pendant l'été et elles sont moins nombreuses que les précédentes. Elles possèdent un long pétiole et des segments très étroits, écartés les uns des autres. Elles sont généralement placées vers le centre de la touffe[2].

### Appareil reproducteur
Les spores sont portées par la face inférieure des segments des frondes fertiles. Elles forment deux lignes parallèles très rapprochées et sont protégées par une indusie partant du côté externe du lobe. La période de sporulation va de juin à septembre et le mode de dissémination des spores est anémochore.

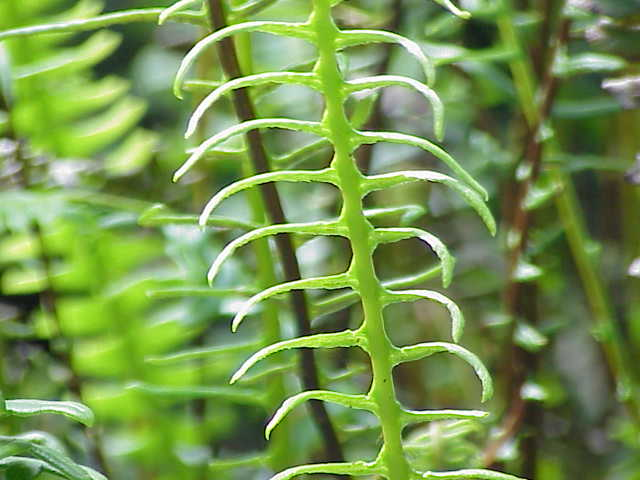
Fronde fertile de Blechnum spicant
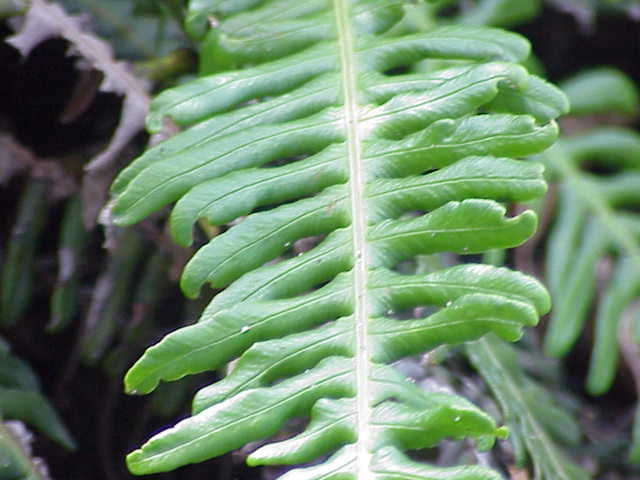
Fronde stérile de Blechnum spicant

## Répartition géographique et habitat
Le blechnum en épi a une répartition holarctique. Il est assez commun dans une grande partie de la France. Il est toutefois protégé dans tout le sud-est de la France, le Centre et l'Île-de-France (voir INPN).
Cette fougère se rencontre essentiellement en forêts ou à proximité (lisières et bords de chemins forestiers). Elle vit généralement en climat atlantique de plaine ou en zone de montagne dans des vallons frais et humides, toujours sur des sols perméables, frais et acides, le plus souvent siliceux.